# Sarima erythrocyclos
Sarima erythrocyclos är en insektsart som beskrevs av Ronald Gordon Fennah 1950. Sarima erythrocyclos ingår i släktet Sarima och familjen sköldstritar. Inga underarter finns listade i Catalogue of Life.